# 5ª Brigata corazzata delle guardie "Tacinskaja"
La 5ª Brigata corazzata autonoma delle guardie "Tacinskaja" (in russo 5-я отдельная гвардейская танковая Тацинская бригада?, 5-ja otdel'naja gvardejskaja tankovaja Tacinskaja brigada, unità militare 46108) è un'unità di fanteria meccanizzata delle Forze terrestri russe, subordinata alla 36ª Armata combinata delle guardie del Distretto militare orientale e con base a Ulan-Udė.

## Storia

### Unione Sovietica
Le origini della brigata risalgono alla 2ª Divisione corazzata delle guardie, creata nel 1945 dopo la fine della seconda guerra mondiale dalla riorganizzazione del 2º Corpo corazzato delle guardie, dal quale ereditò il titolo onorifico di "Tacinskaja", villaggio sede di un aeroporto conquistato dai suoi reparti nel corso dell'audace avanzata dell'Operazione Piccolo Saturno, durante la battaglia di Stalingrado. La divisione venne schierata a Võru, nella RSS Estone. Nel 1970 venne trasferita presso Choibalsan. Dopo il ritiro delle truppe sovietiche dalla Mongolia nel 1990 i suoi reparti si trovarono di stanza nel Territorio della Transbajkalia.

### Federazione Russa
Ereditata dalla Russia dopo la dissoluzione dell'Unione Sovietica, la divisione è stata sciolta nel 2001. Nel 2009 è stata costituita presso Ulan-Udė l'attuale 5ª Brigata corazzata delle guardie, la quale ha ereditato i titoli e le onorificenze della 2ª Divisione.
A partire dal febbraio 2015 la brigata è stata impiegata attivamente nella guerra del Donbass, prendendo parte alla battaglia di Debal'ceve e di Vuhlehirs'k insieme alla 37ª Brigata fucilieri motorizzata delle guardie. Il 12 febbraio 3 T-64BM "Bulat" della 1ª Brigata corazzata ucraina, giunti in supporto della 30ª Brigata meccanizzata presso il villaggio di Lohvynove, hanno ingaggiato e distrutto tre T-72 della 5ª Brigata corazzata.
Nel 2016 elementi della brigata hanno preso parte all'intervento russo nella guerra civile siriana. A dicembre diversi militari dell'unità sono morti in Siria, fra cui il comandante, colonnello Ruslan Galickij, colpito dall'artiglieria ad Aleppo.

#### Guerra russo-ucraina
A partire dal 24 febbraio 2022 la brigata ha preso parte all'invasione russa dell'Ucraina, entrando nel paese dalla Bielorussia e avanzando fino all'autostrada Žytomyr-Kiev. Durante il primo mese di combattimenti ha subito numerose perdite nel tentativo di mantenere la posizione presso il villaggio di Berezivka. In quest'area diversi militari dell'unità si sono resi responsabili di crimini di guerra nei confronti della popolazione civile prima che il fallimento dell'offensiva su Kiev costringesse le forze russe al completo ritiro dall'Ucraina settentrionale. Uno degli ufficiali coinvolti era il comandante del 2º Battaglione, maggiore Taro Abataev, sospettato di essere personalmente responsabile della morte di 13 civili, che è stato ucciso in azione il 19 marzo nei pressi di Buča. Il giorno seguente è caduto in combattimento anche il comandante del battaglione artiglieria lanciarazzi della brigata, tenente colonnello Dmitrij Dormidontov. Successivamente è stata trasferita in Donbass, venendo schierata nell'area di Izjum, dove fra giugno e luglio ha subito ulteriori perdite attaccando il villaggio di Bohorodične, tra cui il capo dell'intelligence, maggiore Aleksandr Gorev. Investita dalla controffensiva ucraina nella regione di Charkiv a settembre 2022, la brigata è stata ritirata nelle retrovie per essere ricostituita, ripianando le perdite con le nuove reclute in seguito alla mobilitazione parziale indetta in Russia.
All'inizio del 2023 è stata schierata nella parte meridionale dell'oblast' di Donec'k, dove è stata impiegata nella battaglia di Vuhledar, in cui il capo di stato maggiore del battaglione artiglieria semovente, maggiore Al'bert Galiachmetov, è rimasto ucciso passando sopra una mina. A partire da luglio, al fine di contrastare la controffensiva estiva ucraina, la brigata è stata spostata più a est per fornire supporto alla fanteria russa impegnata nel saliente di Velyka Novosilka. Nei mesi successivi ha continuato a operare nel settore fra Kermenčyk e Staromlynivka. A marzo 2024, insieme alla 37ª Brigata fucilieri motorizzata e supportata da elementi della 60ª Brigata e della 127ª Divisione fucilieri motorizzata, ha attaccato le posizioni ucraine in direzione di Staromajors'ke. All'inizio di maggio la 5ª e la 60ª Brigata sono riuscite ad avanzare verso Urožajne, mettendo piede nella periferia meridionale del villaggio difeso dalla 58ª Brigata motorizzata. All'inizio di settembre, insieme alla 37ª Brigata fucilieri motorizzata e alla 40ª Brigata fanteria di marina, ha lanciato un importante attacco nel settore di Vuhledar, riuscendo a conquistare il villaggio di Prečystivka. Il 1º ottobre elementi della brigata hanno raggiunto e occupato la parte occidentale della città, difesa soltanto dalla retroguardia della 72ª Brigata meccanizzata ucraina. Dopo questo importante successo la 5ª Brigata corazzata ha continuato ad avanzare verso nord in connessione con altre formazioni russe, raggiungendo il 29 ottobre il villaggio di Jasna Poljana. Dall'inizio di gennaio 2025 ha preso parte agli assalti russi contro Velyka Novosilka; il 24 gennaio i soldati della brigata, attaccando da nord-est, hanno raggiunto il centro della città. Il 26 gennaio la brigata, insieme ai soldati della 40ª Brigata fanteria di marina, ha completato la conquista di Velyka Novosilka.

## Struttura
- Comando di brigata[30]
- 1º Battaglione corazzato
- 2º Battaglione corazzato
- 3º Battaglione corazzato
- Battaglione fucilieri motorizzato (BMP-1)
- Gruppo artiglieria
  - Batteria controllo e ricognizione di artiglieria
  - Battaglione artiglieria semovente (2S3 Akatsiya)
  - Battaglione artiglieria lanciarazzi (9K51M Tornado-G)
- Gruppo difesa aerea
  - Plotone controllo e ricognizione radar
  - Battaglione missilistico contraereo delle guardie (Tor-M2)
  - Battaglione artiglieria missilistica contraerei (9K35 Strela-10 e ZSU-23-4 Shilka)
- Battaglione genio
- Battaglione ricognizione
- Battaglione comunicazioni
- Battaglione manutenzione
- Battaglione logistico
- Compagnia comando
- Compagnia guerra elettronica
- Compagnia UAV
- Compagnia difesa NBC
- Compagnia cecchini
- Compagnia medica

## Comandanti
- Colonnello Nikolaj Galčišak
- Colonnello Pëtr Bolgarev
- Colonnello Ruslan Galickij (2016) †[8]
- Colonnello Evgenij Žuravlev
- Colonnello Roman Timofeev
- Colonnello Andrej Kondrov (2022)
- Colonnello Sergej Gorjačev (2022-2023)
- Colonnello Semën Nikolaev (2023 - 2025)[31][32]